# Märtha Brydolf
Märtha Sofia Elisabet Brydolf, född Forssblad den 21 mars 1868 i Hjo, Skaraborgs län, död den 29 mars 1956 i Kristinehamn, Värmlands län, var en tidig företrädare för Högerkvinnorna.

## Biografi
Märtha Brydolf föddes 1868 på Sjöbonäs gård utanför Hjo i Västergötland som dotter till patron Jacob Forssblad och hans hustru Augusta. Hon  gick i Jönköpings elementarskola för flickor och reste därefter till Schweiz och Frankrike, där hon studerade språk men även arbetade på ett sjukhus. Vid 21 års ålder blev hon lärare vid flickskolan men skrev också artiklar till flera tidningar och noveller till Göteborgs Handelstidning, Stockholmstidningen och medverkade även i veckotidningar som Husmodern, Idun och Vårt Hem.
År 1896 förlovade hon sig med medicinaren Erik Brydolf; två år senare gifte de sig när han öppnat praktik i Kristinehamn. Deras son var Owe Brydolf, gift med Christina Söderling-Brydolf. Märtha Brydolf dog 1956. Hon är begravd på Gamla kyrkogården i Kristinehamn.

## Högerkvinnorna, Allmänna Valmansförbundets Centrala Kvinnoråd
1916 bildade hon en klubb för högerkvinnor  i Kristinehamn med ett 80-tal medlemmar. 1919 bildades ett länskvinnoråd, det första i landet. Märtha Brydolf blev Länskvinnorådets första ordförande, en post som hon innehade till 1942.
Kvinnoklubben i Kristinehamn och Länskvinnorådet var anslutna till partiet Allmänna Valmansförbundet. 
Brydolf valdes till  ledamot av den första styrelsen för AVF:s Centrala Kvinnoråd och blev senare dess första vice ordförande. Ordföranden för Centrala Kvinnorådet Alexandra Skoglund avled hastigt 1938 så Märtha Brydolf fick föra kvinnornas talan tills ny ordförande, Ebon Andersson blivit vald. 
Märtha Brydolf deltog aktivt i valarbete 1921 över hela landet, det första valet med kvinnlig rösträtt. 
När det skulle utses en ny ledare efter Arvid Lindman 1935 fanns Brydolf med i den valkommitté, som skulle föreslå en ny partiledare och man  föreslog Gösta Bagge som också valdes.

## Stadsfullmäktige Kristinehamn
Märtha Brydolf hade stort stöd bland invånarna i Kristinehamn, som ville rösta in henne i stadsfullmäktige, men där var maken ordförande och ansåg att man och hustru ej borde sitta där samtidigt. Vid valet 1922 blev emellertid påtryckningarna starka och maken fick ge med sig, Märtha Brydolf skriver i sina memoarer” Barnen voro så stora att de ej direkt behövde mors tillsyn och då är nog en kvinnas plikt att intressera sig för samhället, om hon där kan vara till nytta”.

## Andra organisationer och uppdrag
1919 grundade hon Kristinehamns Husmodersförening, där hon sedan var ordförande i 29 år och dessutom en av de framträdande i Husmodersföreningarnas Riksförbund. 
Hon var också aktiv i kvinnornas krigsberedskap under krigsåren under första världskriget, ledamot av Röda Korsets lokalavdelning och Djurskyddsföreningen. Förutom detta hade hon en rad offentliga uppdrag som medlem av lokalstyrelsen för läroverket, Kristinehamns föreläsningsförening  och ledamot av nykterhetsnämnden.